# HighMAT
A HighMAT (High-Performance Media Access Technology) egy, a Matsushita és a Microsoft által 2003-ban bevezetett CD-formátum a személyes képek, zenék és filmek tárolására, melynek fő célja a személyi számítógépek és a CD- és DVD-lejátszók közötti átjárhatóság biztosítása. Jelenleg a házilag készített CD lemezek általában a személyi számítógépekhez kifejlesztett fájlformátumokat és könyvtárstruktúrát alkalmazzák. Ez egy DVD-lejátszón számos problémát okozhat: a kezelőfelület minden lejátszón más és más, sok műveletet (például a metaadatok megjelenítését) és adatformátumot nem minden lejátszó támogat, illetve a sok fájlt tartalmazó lemezek beolvasása a hagyományos Joliet formátum esetén hosszú időt vehet igénybe. A HighMAT szabvány ezeket a problémákat igyekszik orvosolni egy egységes kezelőfelület és egy gyors beolvasási mechanizmus biztosításával.
A HighMAT a JPG, WAV, MP3, WMA, WMV és MPEG4 formátumokat támogatja; az MP3-at és a WAV-ot WMA-ra konvertálva tárolja. A Windows Media Player 9-es sorozata támogatja a HighMAT lejátszását, és a csak zenét tartalmazó HighMAT CD-k létrehozását.

## Külső hivatkozások
- What's HighMAT? – a HighMAT leírása a Panasonic honlapján
- Creating HighMAT CDs – a HighMAT leírása a Windows Media Player 9 ismertetőjében